# Solfara Grottacalda

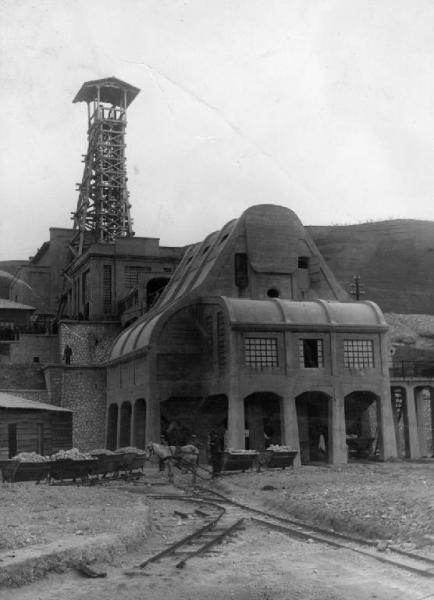
Vista del pozzo Mezzena con il castello di estrazione e il silos di raccolta del minerale.

La solfara Grottacalda o miniera Grottacalda è una miniera di zolfo sita in provincia di Enna nelle vicinanze di Valguarnera Caropepe.
La solfatara, di proprietà del principe di Sant'Elia, era già attiva nel 1839, oggi fa parte del Parco minerario di Floristella-Grottacalda.

## Descrizione del sito
Il complesso minerario si trova nell'ampia vallata omonima tra Valguarnera, Enna e Piazza Armerina, ma fa parte del territorio comunale di Piazza Armerina; oggi la miniera di Grottacalda, ben visibile dalla strada turistica provinciale, si presenta agli occhi del visitatore come una città fantasma. I tanti ruderi e caseggiati che, fino ad alcuni decenni fa, ospitavano migliaia di minatori ed operai sono stati in piccola parte riadattati, e lavoravano addirittura senza vestiti per il caldo. 
Della parte ipogeica della miniera sopravvivono tantissime bocche di pozzi di aerazione e di piani inclinati per le più primitive vie di accesso ed anche con i più moderni ascensori verticali azionati mediante gli argani elettrici o a vapore muniti di grandi strutture in legno e metallo.
Molti resti, alcuni di interesse architettonico, come una ciminiera in mattoni di cotto rosso e corona terminale e il pozzo verticale Mezzeno, di disegno neo-romanico.
Nell'area di Grottacalda insiste una azienda agrituristica che utilizza alcuni edifici della miniera e un disco-pub creato nell'antico cinema dei minatori ma l'area dovrebbe essere inclusa nel parco minerario che già vincola e gestisce la vicina Floristella e la vecchia miniera di Gallizzi.
Fanno da corollario alla zona mineraria, la masseria Roba Grande, un vero e proprio villaggio con corte al centro e cappella e la dismessa stazione ferroviaria di Grottacalda della linea Dittaino-Piazza Armerina.

## Incidenti
Nel 1848 vi morirono 20 operai per un incendio.

### Gestione familiare e vicende successive
Secondo tradizioni orali e testimonianze locali, la miniera di Grottacalda fu in seguito rilevata da Francesco Paolo Scarlata, imprenditore originario dell’area ennese. La sua carriera ebbe inizio come appaltatore nella gestione di alcuni pozzi minori, attraverso i quali maturò esperienza tecnica, capacità organizzative e doti personali in grado di attirare l’attenzione dei proprietari dei diritti minerari.
In un contesto storico in cui le zolfare siciliane erano spesso controllate da famiglie nobili o grandi latifondisti, si racconta che Scarlata si presentò al Principe di Sant'Elia, allora proprietario della miniera, proponendo un piano di ampliamento delle attività che avrebbe portato a un incremento del 50% dell’estrazione di zolfo in cinque anni. Il principe, per verificarne la determinazione, accettò di concedergli la gestione ma riducendo il termine a soli due anni. Scarlata accettò la sfida e, per mantenere la promessa, organizzò piccoli accampamenti vicino al sito estrattivo in modo da garantire turni di lavoro continuativi, giorno e notte. Gli operai — inizialmente una quindicina, poi circa trecento — lavoravano su cicli di quattro ore, insieme allo stesso Scarlata. Nel giro di due anni l’obiettivo fu raggiunto e superato.
Il carisma e la capacità di mantenere rapporti di fiducia con i dipendenti valsero a Francesco Paolo il soprannome di u baddiddu. Con la sua attività diede lavoro a numerose famiglie della zona e consolidò una comunità mineraria stabile. Ebbe cinque figli: Vincenzo, Gaetano, Angelina, Rosetta e Giuseppe. Con il tempo l’organizzazione familiare si strutturò in maniera precisa:  
- Francesco Paolo si occupava della gestione dei conti;
- Vincenzo curava i rapporti commerciali e la vendita dello zolfo;
- Gaetano coordinava i trasporti, studiando tragitti rapidi ed economici;
- Giuseppe seguiva il personale e le esigenze quotidiane degli operai.

Dopo anni di prosperità, la miniera fu duramente colpita da una violenta alluvione. L’acqua a contatto con lo zolfo generò acido solforico, causando incidenti mortali e danni irreversibili agli impianti. Le attività estrattive non poterono più essere mantenute, segnando l’inizio della rovina per l’impresa familiare.
Le vicende dei figli presero direzioni diverse:  
- Vincenzo, forte della sua esperienza commerciale, lavorò per un breve periodo presso la gioielleria Restivo di Enna, dove conobbe la futura moglie.

Per divergenze di vedute lasciò l’impiego ed emigrò in Belgio in cerca di fortuna;
- Gaetano, grazie alle sue conoscenze organizzative, fu chiamato dal cavaliere Scelfo della compagnia di trasporti SAIS Autolinee come consulente per l’ottimizzazione dei costi e dei percorsi. Successivamente fu trasferito a Catania per la gestione di una filiale e del collegamento Catania–Palermo
- Giuseppe rimase a Enna, dove aprì un’edicola, mantenendo un ruolo di riferimento nella comunità locale.

La memoria della famiglia Scarlata è oggi legata anche alla grande tomba monumentale situata a Enna, tra le più imponenti della città, nota come cappella funeraria dei Fratelli Scarlata. L’edificio, costruito dai fratelli per onorare il ricordo delle opere compiute e del contributo dato alla comunità ennese, rappresenta ancora oggi un simbolo di unità familiare e di radicamento nel territorio.